# باشگاه فوتبال کمنیتس
باشگاه فوتبال کمنیتس (آلمانی: Chemnitzer FC) باشگاه فوتبالی است که در شهر کمنیتس در ایالت زاکسن قرار دارد و در سال ۱۹۶۶ تأسیس شده‌است.
این باشگاه هم‌اکنون در لیگا ۳ بازی می‌کند.